# 中国棋院
国家体育总局棋牌运动管理中心，加挂中国棋院牌子，是中华人民共和国国家体育总局主管棋类运动（2018年改革后实际管辖范围不含围棋）的直属事业单位，总部位于北京市东城区天坛东路80号。

## 沿革
中国棋院成立于1991年10月24日，1992年3月15日正式建院，总部位于北京东城区玉蜓桥东北部，天坛公园东侧。
与日本棋院、韩国棋院等民间组织不同，中国棋院具有官方地位（2020年改革后，中国大陆与日韩棋院性质对应的为中国围棋协会）。中国棋院管理的范围也并不仅限于围棋，而是包括所有的棋类、牌类竞技项目，尤其是围棋、中国象棋、国际象棋和桥牌四项竞赛。
2018年起，根据中国围棋协会实体化改革方案，中国围棋协会脱离原有棋牌运动管理中心的运行模式，从国家行政体制中分离出来，协会的生存、运转不再依靠国家财政拨款，成为独立的社会法人。改革后，中国围棋协会在管理围棋事务上具有唯一性、独立性、权威性、统管性，成为中华人民共和国全国范围内对围棋行业事务实施统一管理的社会团体。
2020年6月4日，国家体育总局棋牌中心（中国棋院）发布公告，该机构不再参与和举办各类趣味项目的赛事活动，亦不作为与各类趣味棋牌项目有关的（包括但不限于）批准单位、主办单位、支持单位、指导单位、合作单位、备案单位等。2020年8月31日，根据国家发展改革委《关于全面推开行业协会商会与行政机关脱钩改革的实施意见》（发改体改〔2019〕1063号），原由国家体育总局主管的全部88家体育系统行业协会（包括原与棋牌中心合署办公的中国国际跳棋协会、中国国际象棋协会、中国围棋协会、中国象棋协会、中国桥牌协会）与国家体育总局分离，依法直接登记、独立运行，剥离行政职能，不再设置业务主管单位。取消对行业协会的直接财政拨款，通过政府购买服务等方式支持其发展。全面实行劳动合同制度，依法依章程自主招聘工作人员。改革后，棋院与各协会不再具有隶属关系，各协会将独立自主开展各项活动。

## 机构设置
根据有关规定，国家体育总局棋牌运动管理中心（中国棋院）设置下列机构（除注明外为正处级）：
- 办公室
- 党委办公室
- 综合发展部
- 围棋部
- 象棋部
- 国际象棋部
- 桥牌部
- 国际跳棋和五子棋部
- 外事部
- 财务与资产管理部

## 历任领导
| 国家体育总局棋牌运动管理中心主任 - 陈祖德（1990年3月—2003年6月，兼中国围棋协会主席） - 王汝南（2003年6月—2007年1月，2006年起兼中国围棋协会主席） - 刘思明（2007年1月—2015年1月） - 杨俊安（代理，2015年1月—2017年5月） - 罗超毅（2017年5月—2018年7月） - 朱国平（2018年9月—2024年12月；兼中国象棋协会主席，中国围棋协会副主席、秘书长） - 贺凤翔（2024年12月至今） | 中国棋院院长 - 陳祖德（1991年10月－2003年6月，兼） - 王汝南（2003年6月－2007年1月，兼） - 華以剛（2007年1月－2009年6月） - 刘思明（2009年6月－2015年1月，兼） - 朱国平（2018年9月－2024年12月） - 贺凤翔（2024年12月至今） |